# تمیسکامنگ، کبک
تمیسکامنگ (به فرانسوی: Témiscaming) شهرکی در شهرستان تمیسکامنگ،  ناحیه آبیتیبی-تمیسکامنگ در استان کبک کانادا است. در سرشماری سال ۲۰۱۱ این شهرک ۲٬۷۹۷ نفر جمعیت داشته‌است و مساحت آن ۸۶۱٫۷۷ کیلومتر مربع است.